# FC Rus San Petersburgo
El FC Rus San Petersburgo (del ruso: Футбольный клуб «Русь») fue un club de fútbol ruso de la ciudad de San Petersburgo, fundado en 2010. El club disputó sus partidos como local en el MSA Petrovsky y llegó a jugar en la segunda división, el tercer nivel en el sistema de ligas ruso. En marzo de 2014, tras graves problemas financieros, anunció su retirada del campeonato y el club se disolvió.

## Jugadores
Última plantilla del FC Rus.